# Tres de Mayo (Emiliano Zapata)
Tres de mayo es un lugar situado en el municipio de Emiliano Zapata conurbado a la ciudad de Cuernavaca, en el estado de Morelos, México.
En un principio poblado por unas cuantas familias, poco a poco con el esfuerzo y trabajo de toda la comunidad, la cerámica artesanal fue la plataforma económica para el despegue de dicha población.
La magnitud e importancia de dicha colonia la hace aparecer en las principales guías turísticas del estado, le merece la visita de miles de turistas nacionales y extranjeros, así como constantes camiones que acuden a llenar sus cajones de mercancía para ir a venderlos a otras regiones del país, cabe resaltar que es el lugar donde se fundó la banda de heavy metal forcer cuyo bajista es nativo de esa comunidad siendo la única banda de ese género en la zona.
La 3 de mayo es una de las cuatro ayudantías en que se divide el municipio de Emiliano Zapata, las otras tres son Tezoyuca, Tepetzingo y Tetecalita.

## Ubicación
Está al norte del Municipio Emiliano Zapata, en el Estado de Morelos. Dicho municipio es colindante con el Fraccionamiento Lomas de Cuernavaca, que pertenece al municipio de Temixco. Emiliano Zapata es uno de los 37 municipios del estado de Morelos, se ubica geográficamente al norte 18° 52′ al sur, 18° 44′ de latitud norte; al este 99° 09′, al oeste 99° 13′ de longitud oeste.
Colinda al norte con los municipios de Temixco y Jiutepec; al este con Jiutepec, Yautepec y Tlaltizapán; al sur con Tlaltizapán y Xochitepec; al oeste con Xochitepec y Temixco.
Hay suficiente señalización. Se puede llegar por la carretera México - Acapulco por la desviación al Fraccionamiento Burgos.
Viniendo de México seguir por la Autopista a Acapulco, en el último entronque a Cuernavaca, a la altura del Polvorín, tomar la desviación a la izquierda y después a la derecha hacia Palmira, continuar por Avenida Palmira hacia el sur hasta entroncar con la Avenida Reforma, pasando la fuente de Los Abanicos, desviarse a la derecha y justo atrás del ex Tec de Monterrey inicia la colonia Tres de Mayo.
Desde la ciudad de Cuernavaca se puede llegar cruzando el Fraccionamiento Lomas de Cuernavaca en donde se ubica el plantel del ex Tecnológico de Monterrey.
Otra forma de llegar es tomando en el Palacio de Cortés en el centro de la ciudad de Cuernavaca, un microbús de la Ruta 14 o de Chapultepec de Morelos.

## Información turística
Esta colonia cuenta con un gran mercado de cerámica, en donde venden los productores, directamente a la ciudadanía, todos los fines de semana se reúnen en la glorieta, donde se encuentra el módulo de información turística, autobuses provenientes de distintas partes de la República Mexicana, quienes dan un recorrido por toda la colonia en donde pueden encontrar todo tipo de artesanías, a precios módicos, pues son vendidas por los productores. 
hoy en día además de cerámica en la colonia Tres de Mayo se venden recuerdos de todo tipo de materiales para bautizos, primera comunión, bodas etc. 
y si el calor te aqueja puedes encontrar las mejores chamoyadas, aguas frescas y micheladas de todo el Estado de Morelos. 

Esta colonia que da un nuevo auge al comercio artesanal en el estado de Morelos, tiene un módulo de información turística. 

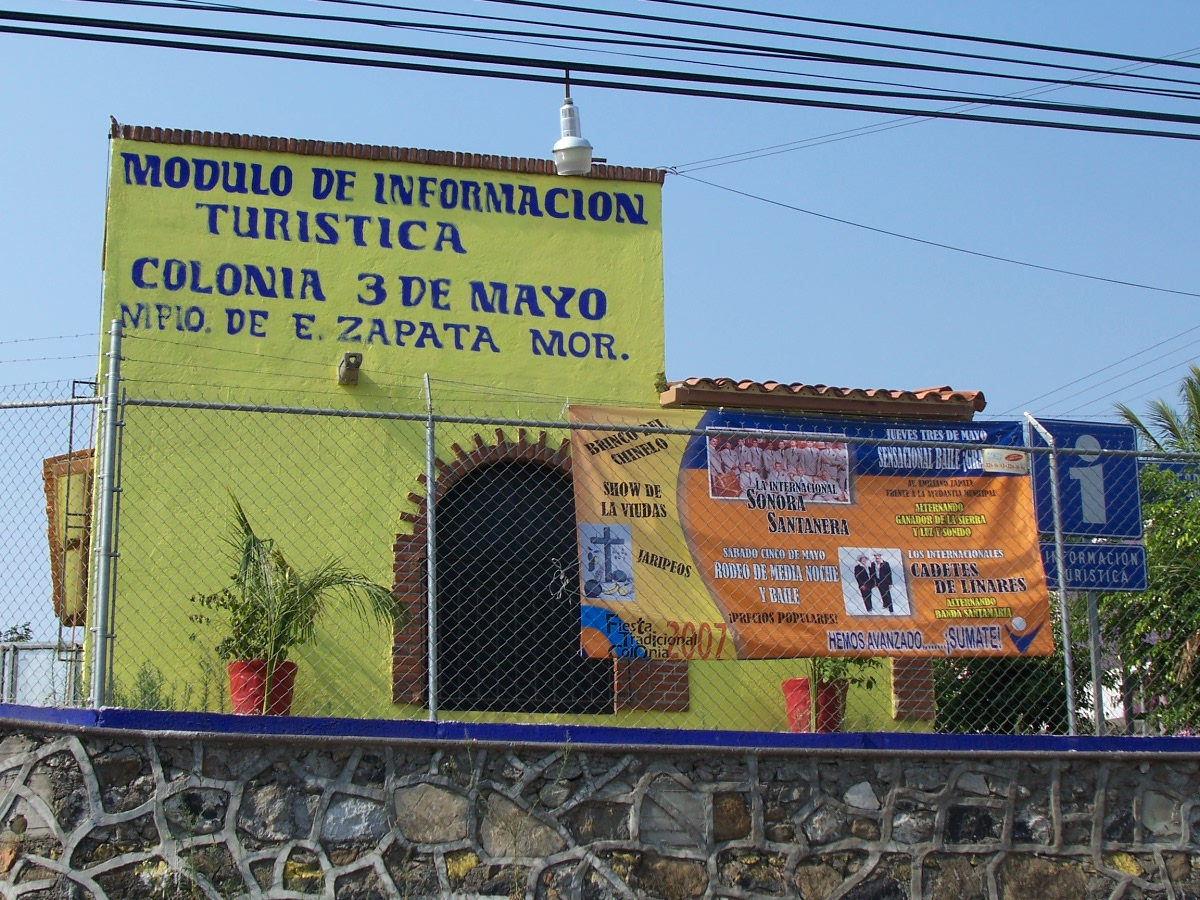

## Artesanías
La enorme gama de materiales que se utilizan para crear todo un universo de figuras, habla de la riqueza de obras posibles de encontrar. 
Se usa resina, cerámica de alta temperatura, porcelana, barro, yeso, vidrio soplado, mimbre, óleo, hierro forjado, latón, etc.

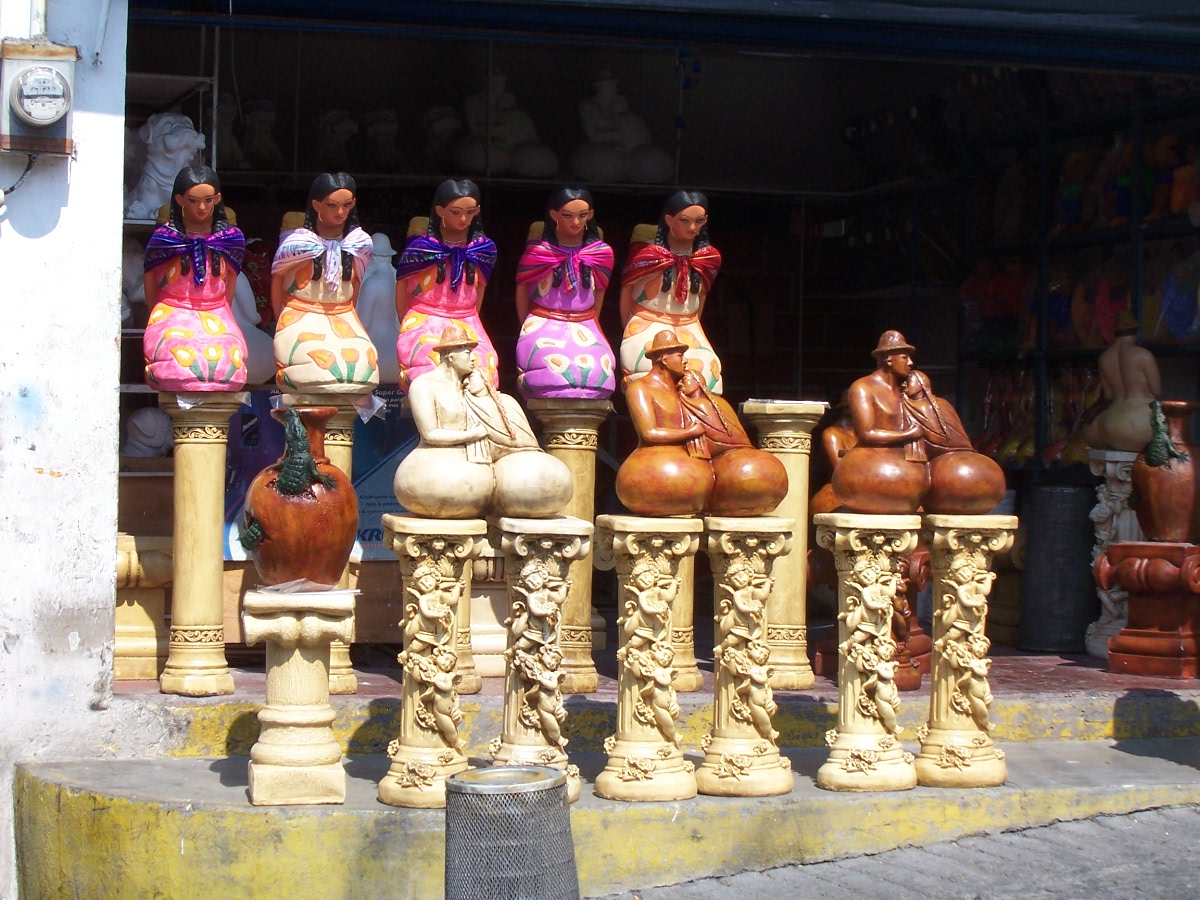

## Historia
En el año de 1950, en el sito conocido como Cerro Pelón o Texcal de Tlanexpa (hoy conocido como Colonia 3 de mayo) había ranchos pertenecientes entre otros, al Sr. Constantino Alva Gutiérrez y familia, Marcos Mendoza, Luis Mendoza, Filemón Esquivel, Pedro Ocampo, Don Celestino, Don Camilo Orozco, Los Pérez, Doña Aurora Mendoza Arteaga, Fidel González Osorio, Nicolasa Huerta Betanzos.
Esta colonia se fundó el 30 de enero de 1961 por iniciativa de los ejidatarios.
Se puso nombre a las calles al hacer el levantamiento topográfico, el 8 de marzo de 1972.
Midieron 3 mil metros cuadrados para la iglesia y señalaron el lugar colocando una cruz pintada de blanco, y así fue como se le dio el nombre de Colonia Tres de mayo, por la cruz colocada en el sitio destinado al ejercicio sagrado de la fe católica.
En 1966 se fundó la primera cerámica, llamada Vista Hermosa, del Sr. Eloy Hernández. Luego se abrió la cerámica del Sr. Evaristo Chávez, y después la del Sr. Agustín Martínez. Enseguida abrieron el Sr. Albino Álvarez, Isidro Martínez y Juan Franco.
Así se definió el destino artesanal de la colonia. Para esa época ya había cerca de 7500 habitantes en el lugar.

## Religión
En esta colonia predomina la religión católica siendo ella la inicial y cuenta con más de 13761 católicos y 76 personas son de otra religión. La comunidad católica se llama "Santa Cruz" y cuenta con una parroquia estilo moderno. En 1986 se inició la construcción de la iglesia, se preparó el terreno, y el 27 de septiembre de 1987 se colocó la primera piedra por el entonces Obispo de Cuernavaca, Don Sergio Méndez Arceo. La comunidad aportó los donativos para levantar buena parte de la estructura y para esto se necesitó una buena administración del dinero por lo que se le pidió a la sra. Silvestre Mendoza que fuera la tesorera de la ahora cuasiparroquia "Santa Cruz", pero hizo falta más apoyo financiero para seguir la construcción, el cual llegó en marzo de 1993 del grupo Adveniat, Alemania, que había sido solicitado por el padre Francisco Mendoza. Y en mayo del mismo año llegó el resto del donativo. En el 2009 se terminó el levantamiento de la nave (techo) del atrio de la parroquia más conocido como cancha. Actualmente esta comunidad católica es guiada por el Sacerdote Juan Carlos Sánchez.

## Festividades
3 de mayo
Esta festividad católica es la fiesta patronal de la colonia y es la que da nombre a la colonia, día de la Santa Cruz, y el centro del festejo es la Cuasiparroquia "Santa Cruz". Por ello, la gente de la colonia lleva cruces, algunas adornadas con flores o con papel de colores, para ser bendecidas por el obispo. Hay baile de chinelos, misas y feria.
Una de las costumbres más arraigadas dentro de esta colonia, es la de festejar el 3 de mayo como día de los trabajadores de la construcción "albañiles", se acostumbra poner cruces adornadas con flores, veladoras y una misa en la cual el padre bendice la obra y rocía agua bendita en las nuevas construcciones.
Además se acostumbra organizar una convivencia, donde el dueño de la obra reparte comida y bebida a sus trabajadores.
En esta fecha también comienza la fiesta de la "Colonia Tres de Mayo", en la cual hay bailes, jaripeo, y venta de comida y bebidas típicas. 
Otras celebraciones se llevan a cabo el 12 de diciembre, el 25 de julio, el 18 de marzo, el 2 de febrero, Semana Santa y fechas movibles (festividades móvies).
El 3 de mayo comienzan las festividades con una misa, luego un recorrido por toda la colonia con banda y chinelos, para terminar en la Ayudantía municipal. con una gran comida, también hay eventos deportivos, carreras de caballos, etc.